# 윤세현
윤세현(1990년 7월 23일 ~ )은 대한민국의 배우이다.

## 학력
- 한양대학교 연극영화과

## 출연작

### 영화
- 《독서클럽》 (2020년) - 성찬 역
- 《아동급식》 (2020년) - 도원 역
- 《도굴》 (2020년) - 오송박물관 청중 2 역
- 《행복의 진수》 (2019년) - 현우 역
- 《동명이인 프로젝트 시즌2》 (2019년)
- 《모범시민》 (2018년)
- 《프리즌》 (2017년) - 학규수하 역
- 《뻔한 이야기》 (2016년) - 이영수 역
- 《시정마》 (2016년) - 삼구 역
- 《플라시보 장례식》 (2016년)
- 《희수와 함께한 월요일》 (2016년) - 호연 역
- 《피사체》 (2016년)
- 《나의 독재자》 (2014년) - 시위학생 역
- 《사랑은 100°C》 (2010년)
- 《마음이 2》 (2006년) - 불량 3 역

### 드라마
- 《행복의 진수》 (2020년, JTBC) - 현우 역